# تسلرتال
تسلرتال (به آلمانی: Zellertal) یک شهر در آلمان است که در دنرسبرگکرایس واقع شده‌است. تسلرتال ۱٬۲۲۶ نفر جمعیت دارد.